# Copa de Malta 2016-17
La Copa de Malta 2016-17 fue la edición número 79 de la Copa de Malta. El torneo empezó el 3 de septiembre con la ronda preliminar y terminó el 20 de mayo con la final en el Estadio Nacional Ta' Qali.

## Formato
El torneo estará compuesto por 65 equipos los cuales disputarán una ronda preliminar y 6 rondas eliminatorias, todas ellas por eliminación directa. Los clubes de la Primera y Segunda División de Gozo también participan en el torneo pese a jugar en un sistema de ligas diferente. El campeón se clasificará para la primera ronda de la Liga Europa 2017-18.
Entre paréntesis se muestra la categoría en la cual juegan los clubes en esta temporada (2016-17)
| - (1) : Premier League de Malta - (2) : Primera División de Malta - (3) : Segunda División de Malta | - (4) : Tercera División de Malta - (1G) : Primera División de Gozo |

## Partidos

### Ronda Preliminar
Un partido preliminar se jugó el 3 de septiembre de 2016.
| Local                 | Resultado | Visitante          | Fecha                   |
| --------------------- | --------- | ------------------ | ----------------------- |
| Xghajra Tornadoes (4) | 1 – 2     | (1G) Għarb Rangers | 3 de septiembre de 2016 |

### Primera Ronda
Doce partidos de la Primera Ronda se jugaron del 9 al 11 de septiembre de 2016. El sorteo de la Ronda Preliminar, Primera y Segunda Ronda se llevó a cabo el 17 de agosto de 2016.
| Local                     | Resultado | Visitante               | Fecha |
| ------------------------- | --------- | ----------------------- | ----- |
| Kirkop United (4)         | 4 – 0     | (4) Marsaskala          |       |
| Mdina Knights (4)         | 1 – 5     | (1G) Victoria Hotspurs  |       |
| Kalkara (4)               | 2 – 3     | (1G) Għajnsielem        |       |
| Oratory Youths (1G)       | 5 – 0     | (4) Dingli Swallows     |       |
| Msida St. Joseph (4)      | 1 – 0     | (4) Luqa St. Andrew's   |       |
| Nadur Youngsters (1G)     | 7 – 1     | (2G) Għarb Rangers      |       |
| Mtarfa (4)                | 0 – 7     | (1G) Xagħra United      |       |
| Ta' Xbiex (4)             | 0 – 2     | (2G) Munxar             |       |
| St. Lucia (4)             | 0 – 3     | (1G) Kerċem Ajax        |       |
| Qala St. Joseph (2G)      | 0 – 6     | (1G) Xewkija Tigers     |       |
| St. Venera Lightnings (4) | 0 – 3     | (1G) Victoria Wanderers |       |
| St. Lawrence Spurs (2G)   | 3 – 0     | (4) Żurrieq             |       |

### Segunda ronda
Previo a la segunda ronda se jugaron la ronda preliminar y la primera ronda. Se jugaron un total de 20 partidos entre el 21 y el 23 de octubre de 2016.
| Local                  | Resultado      | Visitante               | Fecha |
| ---------------------- | -------------- | ----------------------- | ----- |
| Kirkop United (4)      | 0 – 1          | (2) Pietà Hotspurs      |       |
| Msida St. Joseph (4)   | 0 – 1          | (2) Mqabba              |       |
| Marsaxlokk (3)         | 0 – 4          | (3) San Ġwann           |       |
| Qormi (2)              | 1–4            | (1G) Xewkija Tigers     |       |
| Munxar Falcons (2G)    | 0 – 8          | (2) Għargħur            |       |
| Mellieħa (3)           | 2 – 2 (3-5 p.) | (3) Birżebbuġa          |       |
| Melita (2)             | 1 – 2          | (1G) Victoria Wanderers |       |
| Attard (3)             | 1 – 5          | (2) Vittoriosa Stars    |       |
| Żebbuġ Rangers (2)     | 2 – 0          | (2) Fgura United        |       |
| Kerċem Ajax (1G)       | 3 – 3 (4-5 p.) | (2) Marsa               |       |
| Lija Athletic (2)      | 5 – 0          | (2G) St. Lawrence Spurs |       |
| Mġarr United (3)       | 2 – 1          | (3) Żabbar St. Patrick  |       |
| Senglea Athletic (2)   | 7 – 1          | (1G) Xagħra United      |       |
| Naxxar Lions (2)       | 1 – 4          | (1G) Għajnsielem        |       |
| Qrendi (3)             | 2 – 1          | (1G) Oratory Youths     |       |
| Rabat Ajax (2)         | 1 – 2          | (2) Sirens              |       |
| St. George's (3)       | 2 – 3 (pró.)   | (3) Siggiewi            |       |
| Ghaxaq (3)             | 0 – 4          | (1G) Nadur Youngsters   |       |
| Swieqi United (3)      | 3 – 0          | (3) Gudja United        |       |
| Victoria Hotspurs (1G) | 1 – 1 (4-3 p.) | (3) Zejtun              |       |

### Tercera ronda
El sorteo de la tercera y cuarta ronda se realizó el 25 de octubre de 2016 . Los partidos de la tercera ronda fueron jugados el 29 y 30 de noviembre, el 7, 13 y 14 de diciembre de 2016 y el 11 de enero de 2017.
| Local                   | Resultado    | Visitante                | Fecha           |
| ----------------------- | ------------ | ------------------------ | --------------- |
| Senglea Athletic (2)    | (pró.) 3 – 2 | (1) Hibernians           | 29 de noviembre |
| St. Andrews (1)         | 3 − 0        | (1) Birkirkara           | 29 de noviembre |
| Pietà Hotspurs (2)      | 0 – 2        | (2) Lija Athletic        | 30 de noviembre |
| Marsa (2)               | (pró.) 3 – 2 | (1G) Xewkija Tigers      | 30 de noviembre |
| Sliema Wanderers (1)    | 3 – 2        | (1) Mosta                | 30 de noviembre |
| Victoria Wanderers (1G) | 5 – 0        | (3) Mġarr United         | 7 de diciembre  |
| Floriana (1)            | 5 − 0        | (3) Birżebbuġa           | 13 de diciembre |
| Swieqi United (3)       | 0 – 1        | (3) Qrendi               | 13 de diciembre |
| Għargħur (2)            | 0 − 6        | (1) Tarxien Rainbows     | 13 de diciembre |
| Siggiewi (3)            | 0 – 2        | (2) Mqabba               | 13 de diciembre |
| Valletta (1)            | 1 − 0        | (3) San Ġwann            | 14 de diciembre |
| Sirens (2)              | 1 – 2        | (1) Pembroke Athleta     | 14 de diciembre |
| Victoria Hotspurs (1G)  | 2 – 3        | (1G) Għajnsielem         | 14 de diciembre |
| Balzan (1)              | 3 − 1        | (2) Zebbug Rangers       | 14 de diciembre |
| Vittoriosa Stars (2)    | 3 – 2        | (1) Gżira United         | 14 de diciembre |
| Nadur Youngsters (1G)   | 0 – 2        | (1) Ħamrun Spartans F.C. | 11 de enero     |

### Cuarta ronda
El sorteo de la tercera y cuarta ronda se realizó el 25 de octubre de 2016 . Los partidos de la cuarta ronda se jugarán los días 17 y 18 de enero de 2017.
| Local                    | Resultado    | Visitante            | Fecha       |
| ------------------------ | ------------ | -------------------- | ----------- |
| Lija Athletic (2)        | 0 − 3        | (1) Tarxien Rainbows | 17 de enero |
| Vittoriosa Stars (2)     | 1 − 2 (pró.) | (2) Senglea Athletic | 17 de enero |
| Sliema Wanderers (1)     | 5 − 0        | (3) Qrendi           | 18 de enero |
| Floriana (1)             | 4 − 1        | (1G) Għajnsielem     | 18 de enero |
| Victoria Wanderers (1G)  | 1 − 0        | (1) St. Andrews      | 18 de enero |
| Marsa (2)                | 1 − 2        | (1) Pembroke Athleta | 18 de enero |
| Balzan (1)               | 1 − 0        | (1) Valletta         | 18 de enero |
| Ħamrun Spartans F.C. (1) | 1 − 0        | (2) Mqabba           | 18 de enero |

### Cuartos de final
El sorteo de los cuartos de final se realizó el 20 de enero de 2017. Los partidos fueron jugados los días 18 y 19 de febrero.
| Local                   | Resultado      | Visitante                | Fecha         | Estadio                   |
| ----------------------- | -------------- | ------------------------ | ------------- | ------------------------- |
| Senglea Athletic (2)    | 0 − 0 (2−3 p.) | (1) Sliema Wanderers     | 18 de febrero | Hibernians Ground         |
| Victoria Wanderers (1G) | 2 − 0          | (1) Pembroke Athleta     | 19 de febrero | Gozo Stadium              |
| Balzan (1)              | 1 − 2 (pró.)   | (1) Tarxien Rainbows     | 19 de febrero | Estadio Nacional Ta' Qali |
| Floriana (1)            | 2 − 0          | (1) Ħamrun Spartans F.C. | 19 de febrero | Estadio Nacional Ta' Qali |

### Semifinales
| Local                   | Resultado | Visitante            | Fecha      | Estadio                   |
| ----------------------- | --------- | -------------------- | ---------- | ------------------------- |
| Victoria Wanderers (1G) | 1 − 3     | (1) Floriana         | 13 de mayo | Gozo Stadium              |
| Tarxien Rainbows (1)    | 0 − 3     | (1) Sliema Wanderers | 13 de mayo | Estadio Nacional Ta' Qali |

### Final
| Local        | Resultado | Visitante            | Fecha      | Estadio                   |
| ------------ | --------- | -------------------- | ---------- | ------------------------- |
| Floriana (1) | 2 − 0     | (1) Sliema Wanderers | 20 de mayo | Estadio Nacional Ta' Qali |

Campeón

Floriana F. C.
20° título